# Josep Guardiola
Josep Guardiola i Sala (IPA: [ʒu'zɛp gwəɾ'δjolə]), vagy Pep Guardiola (Santpedor, 1971. január 18. –) olimpiai bajnok spanyol labdarúgó, labdarúgóedző, 2016 nyarától a Manchester City vezetőedzője.

## Pályafutása játékosként
Karrierje leghosszabb szakaszát a Barcelonában töltötte, tagja volt Johan Cruijff „dream team”-jének, amivel megnyerte a Barcelona első európai kupáját. A klubnál töltött utolsó négy évében Guardiola a Barcelona csapatkapitánya volt.
Guardiola 13 évesen csatlakozott a La Masiához, és hat éven át egyre magasabbra tornázta fel magát az ifjúsági akadémia ranglétráján, ezáltal 1990-ben bemutatkozhatott az első csapatban a Cádiz ellen. Ekkor mindössze 19 éves volt, de Johan Cruijff hasznosítani tudta a fiatal tehetséget a felfüggesztett Guillermo Amor helyettesítésére. Az 1991–92-es szezonban az első csapat rendszeres tagja volt, és 20 évesen kulcsszerepet játszott abban, hogy a csapat megnyerte a La Ligát, a BEK-et, illetve a spanyol válogatottal az 1992-es barcelonai olimpián is diadalmaskodott. A rangos „Guerin Sportivo” olasz magazin a világ legjobb 21 éven aluli játékosának választotta.
Cruijff dream teamje megvédte bajnoki címét az 1992–93 és az 1993–94-es szezonban is, amiben Guardiola ismét kulcsszerepet játszott. Jó igazolásokkal, mint például Romário, a Barca ismét bejutott a Bajnokok Ligája döntőjébe, de ott 4–0-s megalázó vereséget szenvedett a Fabio Capello vezette AC Milantól.
Cruijff 1996-ban távozott a csapat kispadjáról, miután a Barcelona csak negyedik lett az 1994–95-ös szezonban, illetve harmadik az 1995–96-os idényben, de Guardiola megtartotta pozícióját a csapaton belül. Az 1996–97-es szezonban a Bobby Robson vezette Barca három kupát is bezsebelt: a spanyol kupát, az Európai Szuperkupát és a Kupagyőztesek Európa Kupáját is. A dream teamből több játékos is távozott ezekben az időkben, de jöttek az új igazolások, mint Luís Figo vagy Ronaldo, Guardiola pedig az állandóságot képviselte a csapatban. Az 1996–97-es szezon végén a Barcelona visszautasította az AS Roma és a Parma FC ajánlatát is, és bonyolult tárgyalások után 2001-ig hosszabbított Guardiolával. Így a kivásárlási ára 15 milliárd pezeta lett, amivel a második legdrágább játékos volt a spanyol bajnokságban.
Később más csapatokban is játszott, mint például a Brescia Calcio, az AS Roma, az Al-Ahli és a Dorados de Sinaloa. Guardiola 47-szer volt a spanyol válogatott játékosa, néhány barátságos nemzetközi mérkőzésen azonban katalán színekben is játszott.

## Pályafutása edzőként
Barcelona (2008–2012)
Profi karrierje után az FC Barcelona B edzője lett. 2008. május 8-án Joan Laporta bejelentette, hogy Guardiola váltja Frank Rijkaardot az első csapat kispadján. A szerződését 2008. június 5-én írta alá. Rögtön első idényében (2008–2009) triplázott csapatával, a Barca megnyerte a bajnokság mellett a kupát is, és 2–0 arányban az álomdöntőn – a Manchester Unitedet megverve – a Bajnokok Ligája trófeát is begyűjtötte. Még ebben az évben (2009) Guardiola és a Barcelona megnyerte az Athletic Bilbao ellen a spanyol-szuperkupát és az UEFA-szuperkupát is a Sahtar Doneck ellen. 2009 decemberében a FIFA-klubvilágbajnokságon is diadalmaskodtak.
A következő, 2009–10-es szezonban megvédte bajnoki címét. A bajnokok ligájából az elődöntőben estek ki, a későbbi győztes Internazionale ellen.
A 2010–11-es szezonban a csapatával ismét megvédte bajnoki címét, spanyol szuperkupát nyert a Real Madrid ellen, két év után újra megnyerte a bajnokok ligáját, 2011 augusztusában az európai szuperkupát, 2011 decemberében pedig a FIFA-klubvilágbajnokságot is. A spanyol kupa döntőjét azonban elveszítették a Real Madriddal szemben.
Guardiola 2012. április 27-én jelentette be, hogy az idény végén távozik a Barcelonától. A 2011–12-es szezonban a bajnokságban április 21-én hazai pályán 2–1-re kapott ki a Barcelona a Real Madridtól és 4 fordulóval a bajnokság vége előtt 7 pont lett a hátránya, végül második is lett a bajnokságban. Április 18-án a bajnokok ligája elődöntőjében a Chelsea ellen kapott ki 1–0-ra, az április 24-i visszavágón szintén hazai környezetben csak 2–2-t értek el, a katalán klub így kiesett a sorozatból. Az utolsó mérkőzésén, 2012. május 25-én megnyerte a spanyol kupa-döntőt. A Barcelonával négy év alatt 14 trófeát nyert.
Bayern München (2013–2016)
2013. január 16-án a német Bayern München megerősítette, hogy 2013–2014-es szezontól kezdve Guardiola lesz a bajor klub vezetőedzője. A szerződése 2016-ig szólt. Jupp Heynckest váltotta, aki nem kívánta meghosszabbítani a 2012–2013-as szezon végén lejáró szerződését.
Guardiolának nem volt egyszerű dolga, hiszen egy BL győztes csapatot kellett még magasabb szintre hoznia. Első trófeája az Európai Szuperkupa volt, melyet az immáron Mourinho által irányított Chelsea ellen szerzett. Abban szezonban a Bayern megnyerte a Klubvilágbajnokságot, a Bundesligát és a Német Kupát is, azonban a BL elődöntőben csúnyán kikapott a Real Madridtól.
A következő idény már kevesebb aranyérmet tartogatott, hiszen a Bayern kiesett a Német Kupából és a hazai Szuperkupát is elvesztette (zsinórban másodszor, ismételten a Dortmund ellen). A BL-ben megint az elődöntő volt a végállomás, ezúttal Guardiola korábbi csapata, a Barcelona múlta felül a Bayernt. A hazai bajnokságban viszont összejött a címvédés.
2015 decemberében nyilvánvalóvá vált, hogy Guardiola nem hosszabbítja meg eredeti szerződését. Utolsó évében duplázott a hazai porondon, azonban a BL-ben ezúttal is az elődöntőben esett ki; ismét egy spanyol csapat, az Atletico Madrid múlta őket felül.
Guardiola 3 szezon alatt 7 trófeát szerzett a bajorokkal.
Manchester City (2016–)
2016 nyarától Manuel Pellegrini helyét vette át a Manchester Citynél. Eredetileg hároméves szerződést kötött a manchesteri "kékekkel".
Első szezonjában rögtön trófea nélkül maradt a Cityvel, hiszen a keret fiatalítása nem ment zökkenőmentesen. A bajnokságot a harmadik helyen zárták, a BL-ben pedig már a legjobb 16 között kiestek. Ez volt az első alkalom, hogy Guardiola nem jutott el minimum az elődöntőbe aktuális csapatával.
A 2017/18-as szezon már jóval sikeresebb volt, hiszen a City kereken 100 pontot gyűjtve megnyerte a Premier League-et. A Ligakupában is sikerült diadalmaskodni, a kékek az Arsenalt múlták felül a döntőben. A Bajnokok Ligájában viszont ezúttal is elmaradt a végső diadal, a Liverpool jobbnak bizonyult a negyeddöntőben.
A 2018/19-es idény egészen brutálisan sikerült, ugyanis Guardiola és a City minden lehetséges, Angliában megszerezhető trófeát begyűjtöttek. Community Shield, Premier League, Ligakupa, FA Kupa. A hazai porondon begyűjtött négy trófea mellé azonban nem sikerült behúzni a Bajnokok Ligáját, ezúttal a Tottenham Hotspur bizonyult jobbnak a negyeddöntőben.
A 2019/20-as idény egy Community Shield győzelemmel indult a City számára, a Liverpoolt sikerült felülmúlni.
Manchesteri regnálása során Guardiola az alábbi játékosokkal erősítette meg a keretet - hogy csak a legismertebbeket említsük:
2016-17: Claudio Bravo, Nolito, İlkay Gündoğan, Gabriel Jesus, Leroy Sané, John Stones
2017-18: Danilo Luiz da Silva, Ederson Moraes, Benjamin Mendy, Kyle Walker, Bernardo Silva, Aymeric Laporte
2018-19: Rijad Mahrez
2019-20: João Cancelo, Rodri (labdarúgó, 1996)

## Eredmények

### Játékosként
FC Barcelona
- Spanyol bajnok (6): 1990–91, 1991–92, 1992–93, 1993–94, 1997–98, 1998–99
- Spanyol kupa (2): 1996–97, 1997–98
- Spanyol szuperkupa (4): 1991, 1992, 1994, 1996
- Bajnokcsapatok Európa-kupája (1): 1991–92
- Kupagyőztesek Európa-kupája (1): 1996–97
- UEFA-szuperkupa (2): 1992, 1997

### Edzőként
FC Barcelona
- Spanyol bajnokság (3): 2008–09, 2009–10, 2010–11
- Spanyol-kupa (2): 2008–09, 2011–12
- Spanyol szuperkupa (3): 2009, 2010, 2011
- UEFA-bajnokok ligája (2): 2008–09, 2010–11
- UEFA-szuperkupa (2): 2009, 2011
- FIFA-klubvilágbajnokság (2): 2009, 2011

FC Bayern München
- UEFA-szuperkupa (1): 2013
- FIFA-klubvilágbajnokság (1): 2013
- Német bajnokság (3): 2013–14, 2014–15, 2015–16
- Német kupagyőztes (2): 2013–14, 2015–16

Manchester City FC
- Angol ligakupa-győztes (4): 2017–18, 2018–19, 2019–20, 2020–21
- Angol bajnokság (6): 2017–18, 2018–19, 2020–21, 2021–22, 2022–23, 2023–24
- Angol kupa (2): 2018–19, 2022–23
- Angol szuperkupa-győztes (2): 2018, 2019
- UEFA-bajnokok ligája (1): 2022–23
- UEFA-szuperkupa (1): 2023

## Játékos statisztikái

### Klubokban
| Klub             | Szezon           | Liga               | Liga            | Liga  | Kupa            | Kupa  | Nemzetközi      | Nemzetközi | összesen        | összesen |
| Klub             | Szezon           | Bajnokság          | Pályára lépések | Gólok | Pályára lépések | Gólok | Pályára lépések | Gólok      | Pályára lépések | Gólok    |
| ---------------- | ---------------- | ------------------ | --------------- | ----- | --------------- | ----- | --------------- | ---------- | --------------- | -------- |
| Barcelona        | 1990–1991        | La Liga            | 4               | 0     | 1               | 0     | 0               | 0          | 5               | 0        |
| Barcelona        | 1991–1992        | La Liga            | 26              | 0     | 3               | 0     | 11              | 0          | 40              | 0        |
| Barcelona        | 1992–1993        | La Liga            | 28              | 0     | 5               | 1     | 6               | 0          | 39              | 1        |
| Barcelona        | 1993–1994        | La Liga            | 34              | 0     | 5               | 0     | 9               | 0          | 48              | 0        |
| Barcelona        | 1994–1995        | La Liga            | 24              | 2     | 4               | 0     | 6               | 0          | 34              | 2        |
| Barcelona        | 1995–1996        | La Liga            | 32              | 1     | 7               | 0     | 7               | 1          | 46              | 2        |
| Barcelona        | 1996–1997        | La Liga            | 38              | 0     | 8               | 0     | 7               | 1          | 53              | 1        |
| Barcelona        | 1997–1998        | La Liga            | 6               | 0     | 3               | 0     | 5               | 0          | 14              | 0        |
| Barcelona        | 1998–1999        | La Liga            | 22              | 1     | 3               | 0     | 1               | 0          | 26              | 1        |
| Barcelona        | 1999–2000        | La Liga            | 25              | 0     | 0               | 0     | 0               | 0          | 25              | 0        |
| Barcelona        | 2000–2001        | La Liga            | 24              | 2     | 4               | 3     | 8               | 0          | 36              | 5        |
| Barcelona        | összesen         | összesen           | 263             | 6     | 43              | 4     | 60              | 2          | 366             | 12       |
| Brescia          | 2001–2002        | Serie A            | 11              | 2     | 2               | 0     | —               | —          | 13              | 2        |
| Brescia          | összesen         | összesen           | 11              | 2     | 2               | 0     | —               | —          | 13              | 2        |
| Roma             | 2002–2003        | Serie A            | 4               | 0     | 3               | 1     | 1               | 0          | 8               | 1        |
| Roma             | összesen         | összesen           | 4               | 0     | 3               | 1     | 1               | 0          | 8               | 1        |
| Brescia          | 2002–2003        | Serie A            | 13              | 1     | 3               | 1     | —               | —          | 16              | 2        |
| Brescia          | összesen         | összesen           | 13              | 1     | 3               | 1     | —               | —          | 16              | 2        |
| Al-Ahli          | 2003–2004        | Qatar Stars League | ?               | ?     | ?               | ?     | ?               | ?          | ?               | ?        |
| Al-Ahli          | 2004–2005        | Qatar Stars League | ?               | ?     | ?               | ?     | ?               | ?          | ?               | ?        |
| Al-Ahli          | összesen         | összesen           | 18              | 2     | 9               | 3     | 9               | 2          | 36              | 7        |
| Sinaloa          | 2005–2006        | Liga MX            | ?               | ?     | ?               | ?     | ?               | ?          | ?               | ?        |
| Sinaloa          | összesen         | összesen           | 10              | 1     | 6               | 1     | 4               | 0          | 20              | 2        |
| Karrier összesen | Karrier összesen | Karrier összesen   | 319             | 12    | 66              | 10    | 74              | 4          | 459             | 26       |

### A válogatottban
| Nemzet        | Évek     | Pályára lépések | Gólok |
| ------------- | -------- | --------------- | ----- |
| Spanyolország |          |                 |       |
| 1992          | 2        | 1               |       |
| 1993          | 5        | 0               |       |
| 1994          | 7        | 1               |       |
| 1995          | 0        | 0               |       |
| 1996          | 5        | 1               |       |
| 1997          | 4        | 1               |       |
| 1998          | 0        | 0               |       |
| 1999          | 9        | 0               |       |
| 2000          | 8        | 1               |       |
| 2001          | 7        | 0               |       |
| összesen      | összesen | 47              | 5     |

### Góljai a válogatottban
| #  | Dátum              | Helyszín                                      | Ellenfél    | Gól | Eredmény | Verseny              |
| -- | ------------------ | --------------------------------------------- | ----------- | --- | -------- | -------------------- |
| 1. | 1992. december 16. | Ramón Sánchez-Pizjuán, Sevilla, Spanyolország | Lettország  | 2–0 | 5–0      | 1994-es vb-selejtező |
| 2. | 1994. június 27.   | Soldier Field, Chicago, Egyesült Államok      | Bolívia     | 1–0 | 3–1      | 1994-es vb           |
| 3. | 1996. december 14. | Mestalla, Valencia, Spanyolország             | Jugoszlávia | 1–0 | 2–0      | 1998-as vb-selejtező |
| 4. | 1997. február 12.  | José Rico Pérez, Alicante, Spanyolország      | Málta       | 1–0 | 4–0      | 1998-as vb-selejtező |
| 5. | 2000. június 3.    | Ullevi, Göteborg, Svédország                  | Svédország  | 1–0 | 1–1      | Barátságos mérkőzés  |

## Edzői statisztika
2024. február 17-én lett frissítve.
| Csapat          | Nemzet   | –tól             | –ig              | Mérleg | Mérleg | Mérleg | Mérleg     | Mérleg | Mérleg | Mérleg | Mérleg |
| M               | GY       | D                | V                | RG     | KG     | GK     | Győzelem % |        |        |        |        |
| --------------- | -------- | ---------------- | ---------------- | ------ | ------ | ------ | ---------- | ------ | ------ | ------ | ------ |
| Barcelona B     | spanyol  | 2007. július 1.  | 2008. június 30. | 42     | 28     | 9      | 5          | 79     | 41     | +38    | 66.67  |
| Barcelona       | spanyol  | 2008. július 1.  | 2012. június 30. | 247    | 179    | 47     | 21         | 638    | 176    | +462   | 72.47  |
| Bayern München  | német    | 2013. június 26. | 2016. június 30. | 161    | 121    | 21     | 19         | 396    | 111    | +285   | 75.16  |
| Manchester City | angol    | 2016. július 1.  | jelenlegi        | 451    | 327    | 62     | 62         | 1108   | 369    | +739   | 72.51  |
| összesen        | összesen | összesen         | összesen         | 901    | 655    | 139    | 107        | 2221   | 697    | +1524  | 72.7   |